# تيبوهو موكوينا
تيبوهو موكوينا (بالإنجليزية: Teboho Mokoena)‏ (مواليد 10 يوليو 1974) هو لاعب كرة قدم. يلعب مع منتخب جنوب أفريقيا لكرة القدم. سبق له أن لعب في كأس العالم لكرة القدم مع منتخب بلاده.

## روابط خارجية
- تيبوهو موكوينا على موقع الاتحاد الدولي (مؤرشف)  (الإنجليزية)
- تيبوهو موكوينا على موقع قاعدة بيانات كرة القدم.إي يو (الإنجليزية)
- تيبوهو موكوينا على موقع ناشيونال فوتبول تيمز (الإنجليزية)
- تيبوهو موكوينا على موقع كووورة